# Peratosema kona
Peratosema kona är en fjärilsart som beskrevs av Swinhoe 1902. Peratosema kona ingår i släktet Peratosema och familjen nattflyn. Inga underarter finns listade i Catalogue of Life.